# David Hookes
David Hookes, né le 3 mai 1955 à Adélaïde et mort le 19 février 2004 à Melbourne, est un joueur de cricket australien. 

## Biographie
Hookes commence sa carrière à l'âge de 21 ans en signant 5 centaines sur 6 innings. Après de telle entame, on retrouve le jeune joueur sélectionné pour le match du centenaire Australie-Angleterre. C'est le premier des 23 test-matchs de sa carrière. Sur l'ensemble des 178 matchs dits de première classe qu'il a joués, Hookes marquent 12.671 courses, soit une moyenne de 43,99 par match.
Il est nommé entraineur de l'équipe de Victoria en l'an 2000, équipe d'État pour laquelle il fit sa carrière de joueur.
Il meurt à 48 ans à Melbourne le 19 janvier 2004 après une bagarre à la sortie d'un pub.